# James Rumbaugh
James Rumbaugh (22 août 1947 à Bethlehem en Pennsylvanie) est le créateur de la technique de modélisation objet OMT et de son langage de notation graphique. Il est également l'un des créateurs de UML, avec Grady Booch (créateur de la  méthode Booch) et Ivar Jacobson (inventeur de OOSE).